# Tadeusz Dyło

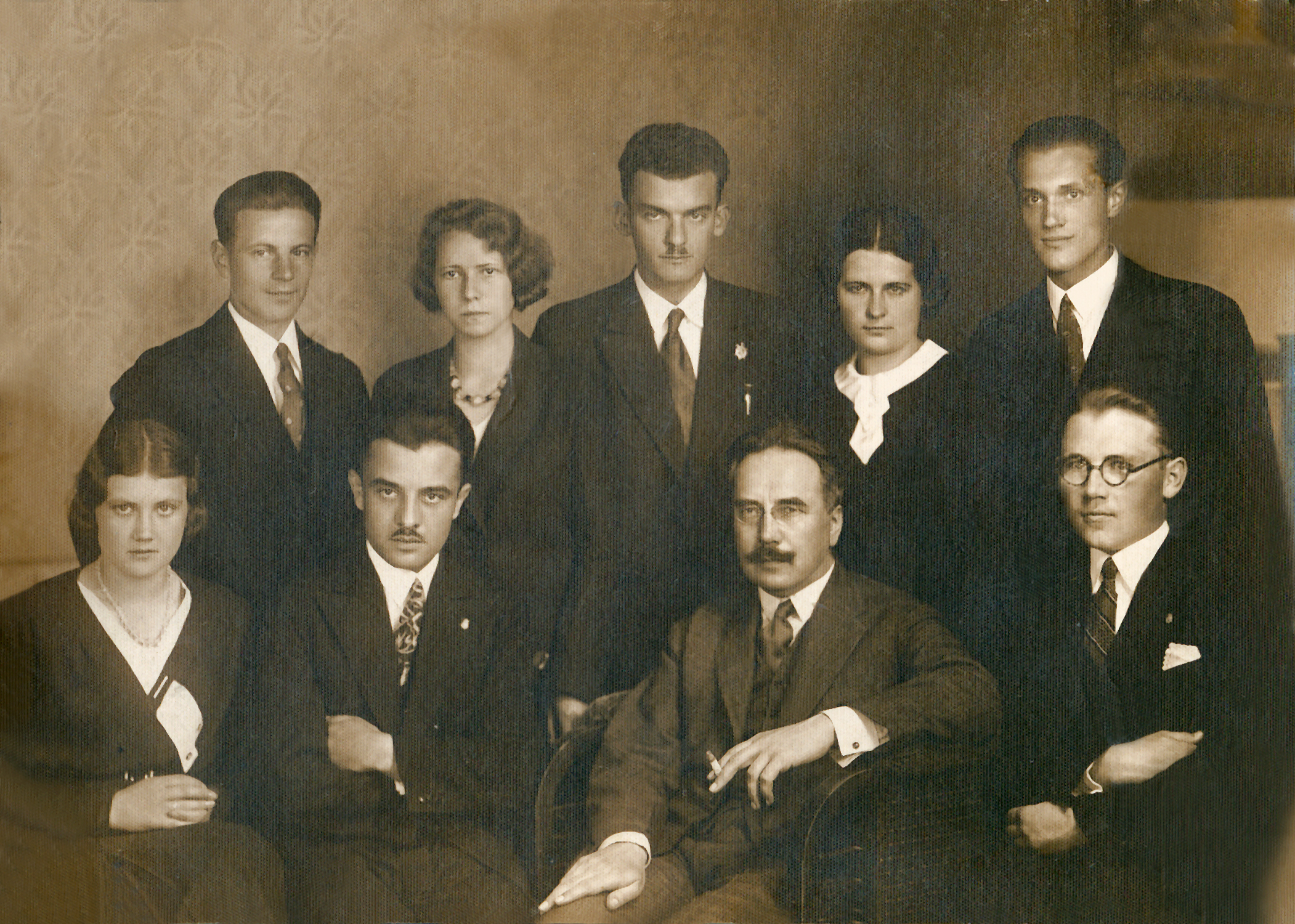
Akademicki Zarząd Koła Rzeszowiaków. Od prawej siedzi Tadeusz Dyło i Stanisław Kot

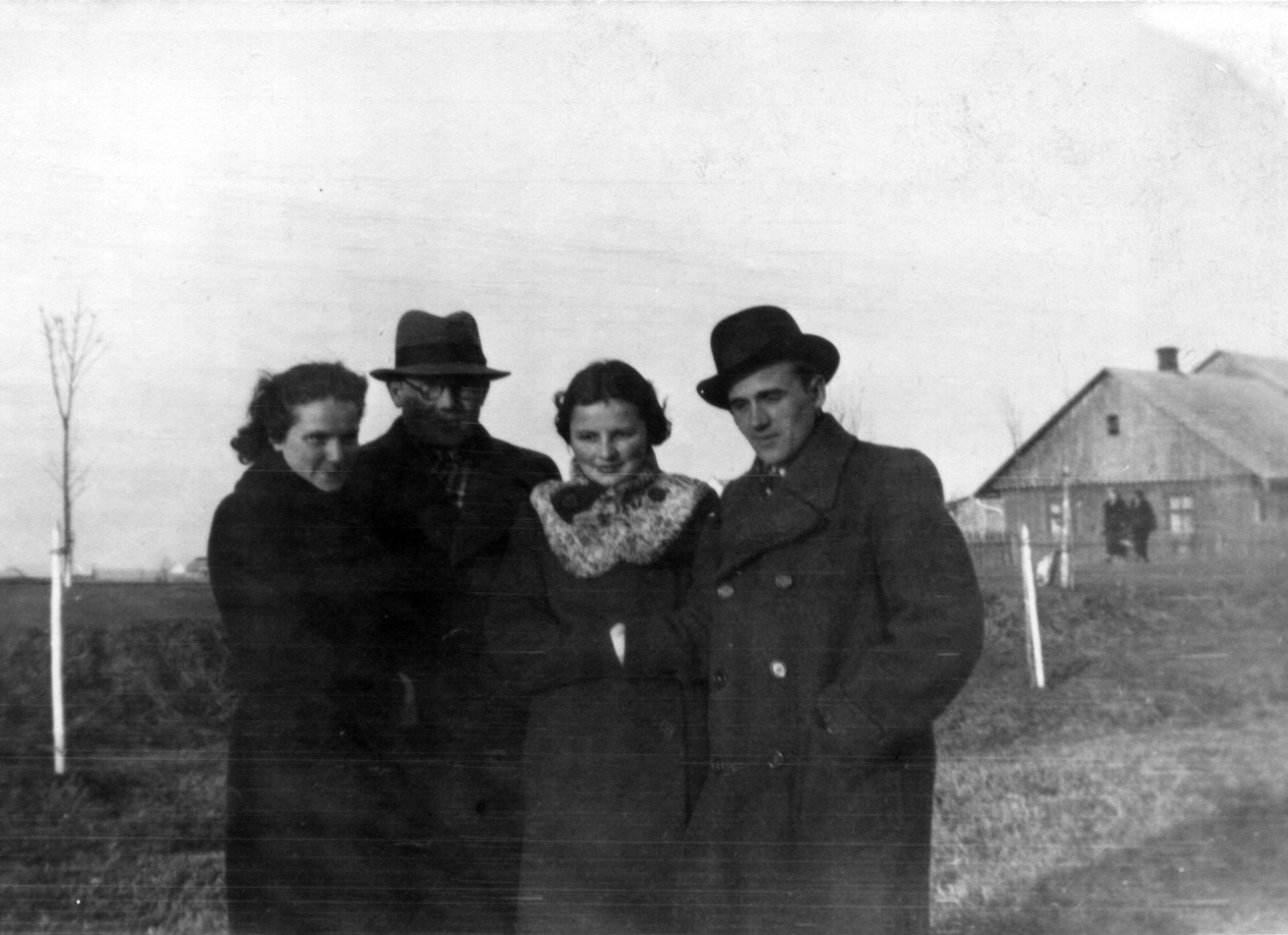
Tadeusz Dyło i Karol Chmiel - okolice Pilzna - około 1934 rok.

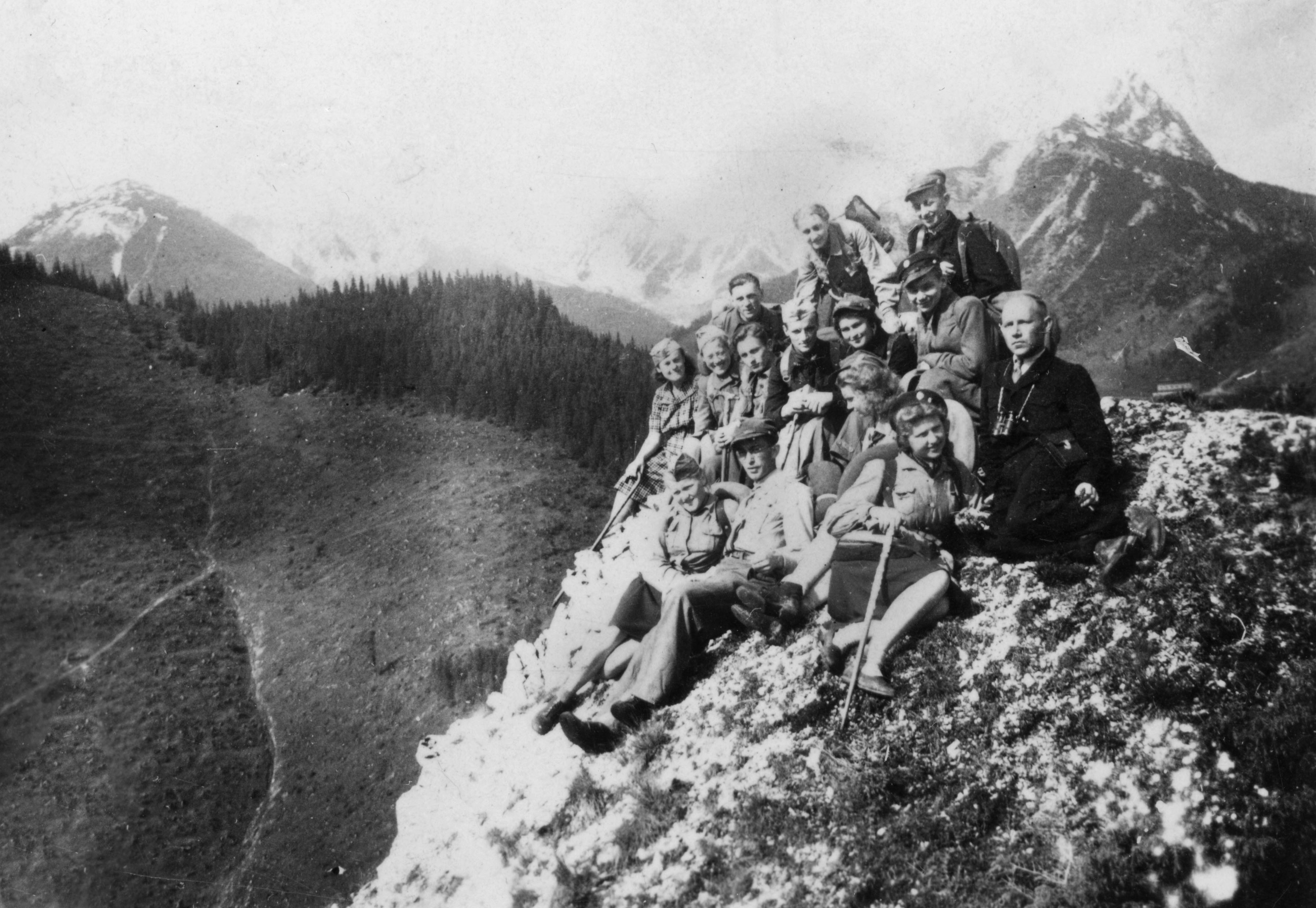
Z harcerzami z Łowicza pod Giewontem, 1947 rok.

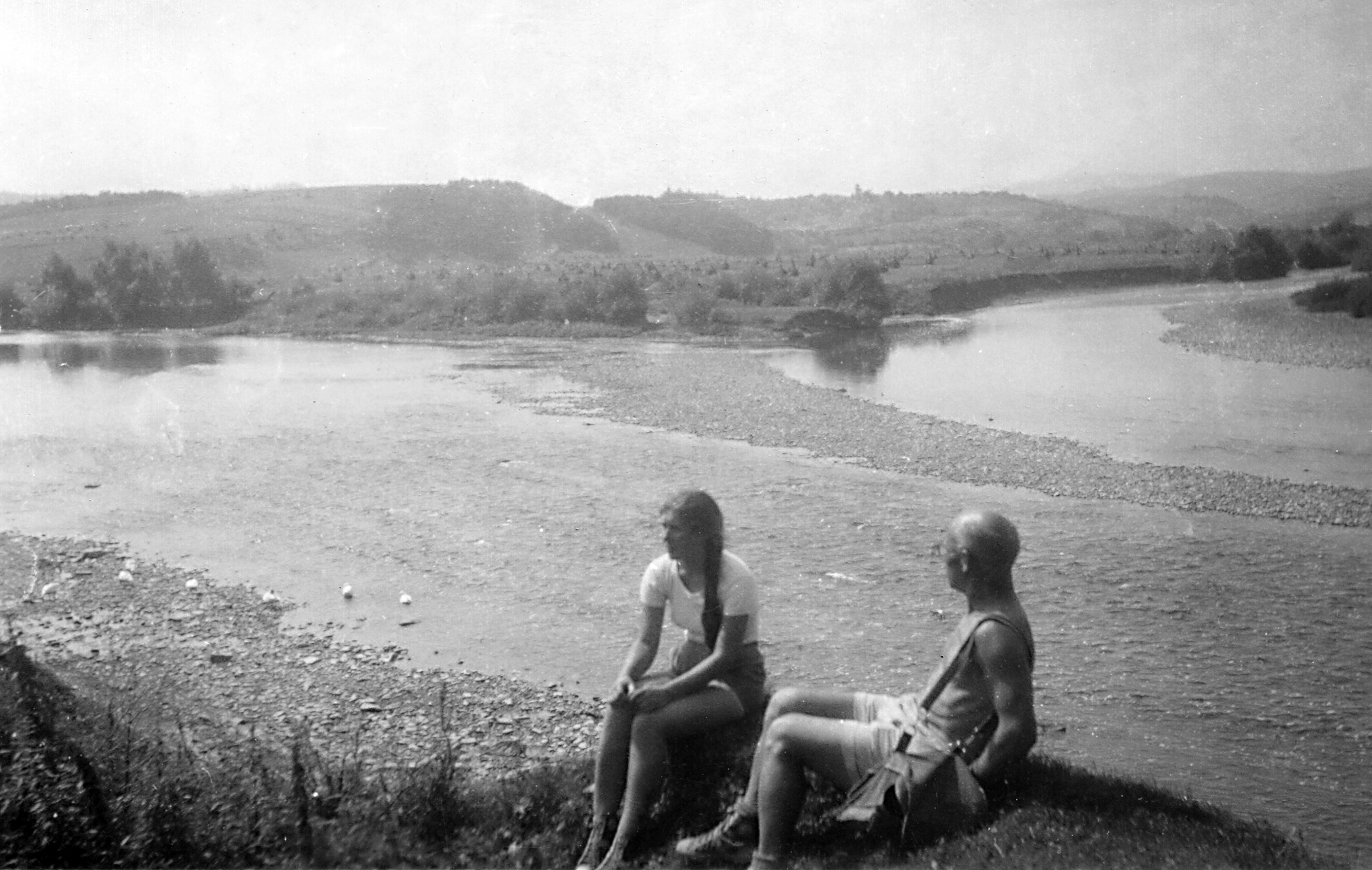
Widły Sanu i Solinki - tereny przyszłego zalewu Solińskiego.

Tadeusz Dyło (ur. 10 marca 1910 w Wolicy Piaskowej, zmarł 8 lipca 2008 w Rzeszowie) – nauczyciel, krajoznawca, działacz turystyczny Polskiego Towarzystwa Turystyczno-Krajoznawczego, żołnierz Armii Krajowej.

## Rodzina
Tadeusz Dyło, syn Józefa Dyło i Henryki z domu Klamut, urodził się w Wolicy Piaskowej k. Sędziszowa Małopolskiego w rodzinie chłopskiej. Jego ojciec Józef Dyło był działaczem ludowym. Jego dziełem był pomnik Grunwaldu z 1910 r. i drenaż wielkiego obszaru mokradeł, zamienionych w uprawne i urodzajne ziemie na terenach Wolicy Piaskowej. Bratem Józefa był Tomasz Dyło, poseł na Sejm.
Dziadek Tadeusza, Michał Dyło, był zamożnym rolnikiem z Borku Wielkiego. W czasie powstania styczniowego dostarczał powstańcom broń i wspomagał ich finansowo – dał 20 000 „cwancygierów” w srebrze do kasy powstańczej, służył za przewodnika w przerzucie powstańców do Tarnopola, ratując niejednokrotnie uczestników walk przed aresztowaniem. W późniejszych latach swojego życia był radnym i wójtem gminy Borek Wielki. Był jednym z inicjatorów powstania szkoły w Borku Wielkim, zajmował się sprawami urzędowymi związanymi z wydzieleniem działki pod teren przyszłej szkoły wraz z budynkiem po starej karczmie z majątku hrabiny Zofii Potockiej, później był przewodniczącym rady tejże szkoły.

## Życiorys
Tadeusz Dyło ukończył cztery klasy szkoły powszechnej w Sędziszowie Małopolskim. Kontynuował naukę w ośmioklasowym gimnazjum – staro klasycznym, im. St. Konarskiego przy ul. 3 maja w Rzeszowie, gdzie w 1929 roku zdał maturę. Następnie zapisał się na studia handlowe do Wyższego Studium Handlowego w Krakowie. Utrzymywał kontakty z profesorem Stanisławem Kotem. Był pierwszym prezesem Koła Rzeszowiaków na uczelni. W 1933 roku uzyskał wyższe wykształcenie na Wyższym Studium Handlowym w Krakowie. Od 1934 pracował w wydziale powiatowym w Ropczycach. Później był sekretarzem gminy zbiorowej w Pilźnie. Pracował tam i przyjaźnił się z Karolem Chmielem.
Po trzech latach pracy jako urzędnik, przeniósł się w 1936 do Łowicza, gdzie podjął pracę jako nauczyciel towaroznawstwa, geografii i stenografii w Miejskim Gimnazjum Kupieckim w Łowiczu. W okresie okupacji, przebywał w Łowiczu, uczył tam w prywatnej szkole handlowej jak również w gimnazjum w tajnym nauczaniu przy ul. Zduńskiej w prywatnym mieszkaniu u Państwa Krukowskich. Od września 1944 do czerwca 1945 przebywał w Rzeszowie, gdzie uczył w Liceum Ekonomicznym. Od września 1945 r. do 1947 roku przebywał ponownie w Łowiczu, gdzie uczył w Gimnazjum Kupieckim. Od września 1947 roku do 1950 roku przebywał w Wałbrzychu, gdzie uczył: towaroznawstwa, geografii, stenografii i księgowości w Państwowym Gimnazjum i Liceum Handlowym. W 1947 roku był poszukiwany przez Urząd Bezpieczeństwa za konspiracyjną działalność w Armii Krajowej w Okręgu Krakowskim i Dębicko-Sędziszowskim.
W 1950 r. powrócił do rodzinnej Wolicy Piaskowej. Stamtąd dojeżdżał do Rzeszowa gdzie pracował jako nauczyciel w Liceum Ekonomicznym w Rzeszowie i innych średnich szkołach oraz na różnych kursach. W 1959 r. wraz z rodziną na stałe przeniósł się do Rzeszowa. Uczył wielu przedmiotów, oprócz geografii także towaroznawstwa, stenografii, księgowości: przemysłowej, handlowej, budżetowej. Był także nauczycielem esperanto, którego sam się nauczył z własnej woli. Do września 1970 pracował w Zespole Szkół Ekonomicznych w Rzeszowie, skąd przeszedł na emeryturę.

## Działalność turystyczna
W 1936 w Łowiczu wstąpił do Polskiego Towarzystwa Krajoznawczego, gdzie w latach 1936-1939 jako nauczyciel był wykładowcą na kursach krajoznawczych dla nauczycieli i uczniów. Do PTTK zapisał się 7 stycznia 1963 roku w Rzeszowie. W latach 1964–65 pełnił funkcję członka Komisji Rewizyjnej w Zarządzie Oddziału PTTK w Rzeszowie. W latach 60. i 70. był działaczem Koła Terenowego PTTK nr 32 w Rzeszowie, gdzie przez dwa lata (1977-1978) pełnił z wyboru funkcję przewodniczącego Komisji Rewizyjnej.
Przez dwa lata w okresie 1972-1974 był przewodniczącym podkomisji ds. znakowania szlaków nizinnych w Okręgowej Komisji Turystyki Pieszej PTTK w Rzeszowie. Należał wtedy do rzeszowskich znakarzy szlaków turystycznych.
Pozostawił po sobie w tym zakresie szereg dokonań, w tym wiele osobiście wyznakowanych kilometrów szlaków. W 1974 zaprojektowano, wymalowano i oddano do użytku nowy nizinny szlak koloru zielonego z Rzeszowa do Kolbuszowej. Za twórcę tego nowego szlaku uznaje się Tadeusza Dyło.
W 1977 powstał kolejny żółty szlak nizinny "Dookoła Rzeszowa" o długości 120 km. Nowy szlak zaprojektował Władysław Ziemliński, a wyznaczył i pomalował Tadeusz Dyło, (pomagali mu synowie Marek i Ryszard), a dla potrzeb turystycznych wędrujących po nowym terenie sporządził opis szlaku. Został także autorem pierwszej edycji opisu tego szlaku.
Z upoważnienia Zarządu Okręgu PTTK w Rzeszowie w latach 60. i 70. prowadził kontrolę stanu szlaków turystycznych w naszym regionie. W latach 1976–1977 był członkiem, a w latach 1982-1984 przewodniczącym Komisji Rewizyjnej Koła Terenowego nr 32 PTTK w Rzeszowie.
Należał do aktywnych działaczy oddziałowej kadry turystycznej PTTK w Rzeszowie. Był Instruktorem Krajoznawstwa Regionu, członkiem wojewódzkiej i oddziałowej komisji krajoznawczej PTTK w Rzeszowie. W latach 70. napisał prawie 400-stronicową pracę pt. "Zarys krajoznawczy byłego powiatu rzeszowskiego do 1970 r." ze szczegółowym opisem każdej gminy i wsi. Praca uzupełniona była licznymi mapkami i zdjęciami. Mimo wielu prób nie udało mu się jej nigdy wydać.
Był przodownikiem turystyki pieszej. Uprawnienia przodownika TP klasy III z nr legitymacji 1144 zdobył 29 kwietnia 1967 r. W latach 60. i 70. był aktywnym członkiem Terenowego Referatu Weryfikacyjnego Odznak Turystyki Pieszej PTTK w Rzeszowie. Za znaczące zasługi w tym zakresie otrzymał Tytuł Honorowego Przodownika Turystki Pieszej nr 111.
Popularyzował wśród młodzieży szkolnej zdobywanie odznak turystyki kwalifikowanej nizinnej i górskiej. Sam też był posiadaczem Dużej Srebrnej OPT i Dużej Srebrnej GOT. Posiadał uprawnienia przewodnika turystycznego terenowego i górskiego beskidzkiego.
Prawie do końca swych dni utrzymywał kontakt z PTTK. Za aktywność społeczną i zawodową uhonorowany został wieloma odznaczeniami, medalami i wyróżnieniami.

## Życie prywatne
W 1948 r. w Wałbrzychu ożenił się z Krystyną Nowicką. Ojcem jej był Jan Nowicki, policjant z Białegostoku, wywieziony w 1940 roku do Kalinina i tam zamordowany przez NKWD. W Wałbrzychu urodziła im się córka Krystyna. Od 1950 r., zamieszkali na Wolicy Piaskowej, gdzie urodziło im się dwóch synów Marek i Ryszard.

## Wyróżnienia i odznaczenia
- Złota odznaka "Zasłużony Działacz Turystyki"
- Złota i Srebrna Honorowa Odznaka PTTK
- Medal 50-lecia PTTK
- Złota Odznaka "Zasłużony w pracy  PTTK wśród młodzieży"
- Złota Odznaka PTTK Ziemi Rzeszowskiej
- "Pierwszy wśród równych sobie" - Prima Inter Pares, wraz z "Blachą z gwiazdą"
- Krzyż Kawalerski Orderu Odrodzenia Polski
- Złoty Krzyż Zasługi
- Zasłużony dla woj. rzeszowskiego
- Weteran Walk Niepodległościowych